# Svartörarna, Nykarleby
Svartörarna är öar i Finland. De ligger i Norra kvarken och i kommunen Nykarleby i den ekonomiska regionen  Jakobstadsregionen i landskapet Österbotten, i den västra delen av landet. Öarna ligger omkring 47 kilometer nordöst om Vasa och omkring 390 kilometer norr om Helsingfors.

## Öar i ögruppen
- Norrörarna, 63°27′49″N 22°08′12″Ö / 63.4637°N 22.1367°Ö
- Söderörarna och Rönnlövsholmen, 63°27′32″N 22°07′51″Ö / 63.4589°N 22.1309°Ö (38 ha)
- Brådan, 63°27′48″N 22°07′21″Ö / 63.4634°N 22.1226°Ö (4 ha)
- Hamngrundet, 63°27′35″N 22°08′54″Ö / 63.4596°N 22.1484°Ö (3 ha)
- Kråkasgrundet, 63°28′13″N 22°08′40″Ö / 63.4704°N 22.1445°Ö (0,8 ha)
- Rövaklackarna, 63°28′26″N 22°08′03″Ö / 63.4738°N 22.1342°Ö
- Konten, 63°28′24″N 22°08′20″Ö / 63.4733°N 22.139°Ö

## Klimat
Inlandsklimat råder i trakten. Årsmedeltemperaturen i trakten är 3 °C. Den varmaste månaden är augusti, då medeltemperaturen är 15 °C, och den kallaste är januari, med −9 °C.